# Рамачандра Сангама
Рамачандра I — правитель Віджаянагарської імперії з династії Сангама.

## Життєпис
Старший син Девараї I. Він став правителем імперії Віджаянагара після смерті свого батька в 1422 році. Протягом усього його правління не було зареєстровано значних змін території чи великих подій. В тому ж році він помер або його повалив брат Віра Віджая.